# 趙範衍
趙 範衍（チョ・ボンヨン、1971年6月16日 - ）は、韓国出身の元ハンドボール選手。

## 経歴
- 1994年に日本ハンドボールリーグの中村荷役へ加入[1]。1994-95年シーズンは得点王（124得点）を獲得し、ベストプレーヤー賞（ベストセブン）に選出。大同特殊鋼とのプレーオフ決勝では13得点を挙げ、最高殊勲選手賞を受賞した[2]。
- 1998-99年限りで中村荷役のハンドボール部が廃部となり、スイスのグラスホッパーへ移籍。
- 2002年に大同特殊鋼へ加入[3]。
- 2005年10月9日の大崎電気戦で日本リーグ通算500得点を達成[1]。
- 2007-08年シーズンからコーチを兼任。
- 2009-10年シーズン限りで大同特殊鋼を退団した[4]。

## 詳細情報

### 通算成績
| JHL：13年 | フィールド 得点 | 率   | 7m    | 合計     |
| --------- | --------------- | ---- | ----- | -------- |
| JHL：13年 | 480/948         | .506 | 63/81 | 543/1029 |

### タイトル・表彰

#### 日本ハンドボールリーグ
- 最高殊勲選手賞：1回 (1994年)
- 最優秀選手賞：2回 (1995年・1996年)
- 得点王：2回 (1994年・1995年)
- ベストセブン賞：4回 (1994年・1995年・1996年・1998年)